# Yanna Hadatty
Yanna Hadatty Mora (Guayaquil, 1969) es una narradora, ensayista, investigadora y crítica literaria ecuatoriana.

## Biografía
Reside en México desde 1992. Allí obtuvo el título de Doctora en Letras Iberoamericanas por la Universidad Nacional Autónoma de México (UNAM). Se especializa en la narrativa de vanguardia iberoamericana a partir de 1995. Su tesis doctoral fue el punto de partida de su libro de crítica Autofagia y narración.

### Actividad laboral
Es miembro de número de la Casa de la Cultura Ecuatoriana y Secretaria Ejecutiva de la Asociación de Ecuatorianistas en México.
Es miembro del Sistema Nacional de Investigadores de México desde 2005.
Ha ejercido como profesora en la Universidad del Claustro de Sor Juana en la Ciudad de México y en la Universidad Autónoma Metropolitana-Xochimilco. Coordinó tres diplomados sobre vanguardia hispanoamericana en la División de Educación Continua de la Facultad de Filosofía y Letras (FFyL), UNAM (2001-2004).
Actualmente se desempeña como investigadora de tiempo completo en el Instituto de Investigaciones Filológicas y es docente en la Facultad de Filosofía y Letras de la Universidad Nacional Autónoma de México.

### Trayectoria literaria
Participó con un ensayo crítico en la edición de las Obras Completas del narrador vanguardista ecuatoriano Pablo Palacio (París, Colección Archivos, 2000).
Desde 1997 ha participado como ponente en congresos nacionales e internacionales (Ecuador, Perú, Argentina, Francia), aportando con trabajos altamente especializados, cuya área de enfoque han sido sobre todo los fenómenos literarios de las vanguardias. 
Narradora ella misma, ha colaborado con sus escritos en doce antologías del cuento ecuatoriano -es destacable su inclusión en Cecilia Ansaldo, Cuentan las mujeres. Antología de narradoras ecuatorianas, Seix Barral, 2001; y Raúl Vallejo, Cuento ecuatoriano de fines del siglo XX. Antología crítica, Antares, 1999; así como en Javier Vásconez, Alfaguara, 2009-. Es autora de los libros de cuentos Quehaceres postergados (Quito: El Conejo, 1998, 2a. ed 2005) y de ensayo Autofagia y narración. Estrategias de representación en la narrativa vanguardista iberoamericana (1922-1935) (Madrid: Iberoamericana, 2003) y La ciudad paroxista. Prosa mexicana de vanguardia (1921-1932 (México: Universidad Nacional Autónoma de México, 2009). 
Parte de su obra ha sido traducida al portugués y al inglés.

## Obras

### Cuento
- Quehaceres postergados (Guayaquil, 1998)

### Ensayo
- Autofagia y narración (Madrid: Iberoamericana, 2003)
- La ciudad paroxista (México: UNAM, 2009)
- Prensa y literatura para la Revolución: la Novela Semanal de El Universal Ilustrado (México: UNAM / EL Universal, 2016)

### Antología
Ha participado en las siguientes antologías: 
- El libro de los abuelos (Guayaquil, 1990)
- Cuento contigo (Guayaquil, 1993)
- Antología de narradoras ecuatorianas (Quito, 1997)
- 40 cuentos ecuatorianos (Guayaquil, 1997)
- Antología básica del cuento ecuatoriano (Quito, 1998)
- Nós e os outros. Histórias de diferentes culturas (Sao Paulo, 2000)